# كلوستريديوم بطيء الاضمحلال
كلوستريديوم لينتوبيوتيريسينس أو كلوستريديوم بطيء الاضمحلال هو نوع من البكتيريا من فصيلة كلوستريدياسيا.